# Удар стопою

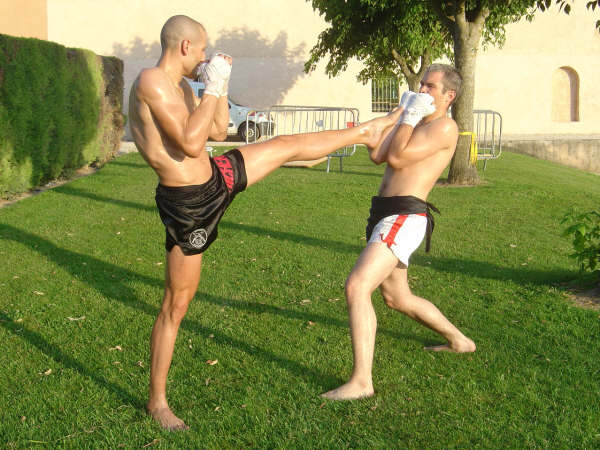
Прямий мідл-кік — це типовий удар стопою.

Удар стопо́ю — це один із видів удару ногою, особливість якого полягає у використанні стопи як ударної поверхні. Удар може виконуватись носком, п'ятою, ребром стопи та підйомом стопи. Ударом стопи завершується виконання значної кількості ударів ногами: так, наприклад, прямий, боковий і задній удари виконуються лише стопою. Удар належить до таких основних елементів ударної техніки бойових мистецтв, як ушу, карате, тхеквондо, муай-тай, кікбоксинг та інших. Техніка виконання удару різноманітна й не підлягає узагальненню.
Неправильне виконання удару стопою може призвести до травми. Стопа людини містить 26 кісток і є анатомічно найскладнішою частиною нижніх кінцівок, тому використання стопи як ударної поверхні вимагає не лише відпрацьованої техніки, а й загартування. Загартуванню способом набиття (популярний у східних бойових мистецтвах) добре піддаються такі ділянки, як підйом стопи і ребро стопи.

Ударна поверхня